# 还阳参
还阳参（学名：Crepis rigescens）是菊科还阳参属的植物。分布于中国大陆的四川、云南等地，生长于海拔1,600米至3,000米的地区，多生长在溪边、山坡林缘及路边荒地。